# Brigada Jeque Omar Hadid
La Brigada Sheikh Omar Hadid (en árabe: لواء الشيخ عمر حديد‎, romanizado: Liwāʾ ash-Shaykh ʿUmar Ḥadīd), también conocido como Estado Islámico de Gaza, es una organización islamista  afiliada al Estado Islámico en Irak y el Levante, activo en  Franja de Gaza. Sus objetivos siempre han coincidido con los del Estado Islámico, buscando establecer un califato de al-Sham. Como tal, se opone a todas las formas de nacionalismo palestino y al mismo tiempo la eliminación de todos los judíos y otros "infieles" étnico-religiosos de la región.
El líder del grupo fue desconocido por la fuerzas de seguridad de Hamás, allanó la casa de Yunis Hunnar, el 2 de junio de 2015, quien fue acusado de liderar el grupo recién formado y fue asesinado a tiros mientras se resistía al arresto. Actualmente se desconoce el líder actual.
El grupo lleva el nombre de Omar Hadid, un militante de origen iraquí que fue miembro de Al-Qaeda en Irak.

## Ideología política
A diferencia de la mayoría de los otros grupos islamistas en los Territorios Palestinos, la Brigada Sheikh Omar Hadid no respalda el nacionalismo palestino. Por tanto, la ideología geopolítica de la Brigada Sheikh Omar Hadid puede definirse como panislamista. En otras palabras, el grupo defiende (consulte la página de Wikipedia sobre panislamismo para obtener más detalles) :
"...una forma de nacionalismo religioso [que] se diferencia de otras ideologías pannacionalistas, por ejemplo el panarabismo, al exluir la cultura y etnicidad como factores primarios hacia la unificación..."

## Aparición
La Brigada Sheikh Omar Hadid surgió por primera vez del grupo Ansar Bait al-Maqdis vinculado a Al-Qaeda (con base en el Sinaí y Gaza), de manera similar a como el Estado Islámico de Irak y el Levante (ISIS) surgió de Al-Qaeda en Irak. El 10 de noviembre de 2014, numerosos miembros de Ansar Bait al-Maqdis juraron lealtad al líder del ISIS Abu Bakr al-Baghdadi, culminando con la eventual creación de la Brigada Sheikh Omar Hadid el 31 de mayo de 2015. A principios de 2015, Hamás lanzó una ofensiva contra los afiliados de ISIS que operaban en la Franja de Gaza, arrestando a decenas de personas. Esto puede haber proporcionado un incentivo para que los exmilitantes afiliados a ISIS de Ansar Bait al-Maqdis se organizaran, lo que provocó la creación de la brigada a finales de mayo de ese año.
Otras razones para la eventual formación del grupo incluyen la humillante derrota de Hamás ante ISIL en abril de 2015 durante la Batalla del Campamento de Yarmouk en Siria, donde varias facciones vinculadas a Hamás que controlaban el Campamento de refugiados de Yarmouk fueron fácilmente Invadido por ISIS.  Durante la ofensiva, un alto funcionario de Hamás, Sheikh Abu Salah Taha, fue decapitado por los militantes de ISIS. Este evento puede haber tenido una influencia sobre los islamistas en los Territorios Palestinos, quienes ya no veían a Hamás como una entidad digna de su apoyo y veían más futuro para ISIS. Los afiliados de ISIL en los Territorios Palestinos pueden haber utilizado este evento para su beneficio, reclutando un número suficiente de islamistas para formar una organización viable.

## Estructura y organización
Se considera que el grupo es una rama indirecta de Ansar Bait al-Maqdis, absorbiendo a la mayoría de sus antiguos miembros radicados en Gaza entre otros islamistas, algunos originarios del grupo Ejército del Islam y otros desertando de Hamás.
Tras la disolución de Ansar Bait al-Maqdis en noviembre de 2014, se formó indirectamente en Egipto otro grupo filial afiliado al ISIS, conocido como Provincia del Sinaí o Wilayat Sinai, un grupo con base en el Sinaí.  Wilayat Sinai es un conocido aliado de la Brigada Sheikh Omar Hadid, y se sabe que ambos grupos se han pasado suministros de contrabando a través de la frontera entre Egipto y Gaza. Esta relación comercial se vio gravemente obstaculizada durante el verano de 2015, cuando el ejército egipcio cavó una profunda trinchera a lo largo de la frontera.

## Designación como organización terrorista
Dado que el grupo es un afiliado conocido de ISIS, todas las designaciones terroristas internacionales otorgadas a ISIS también se aplican a la Brigada Sheikh Omar Hadid, habiendo sido otorgadas por; las Naciones Unidas, la Unión Europea, el Reino Unido, los Estados Unidos, Australia, Canadá, Turquía, Arabia Saudí, Indonesia, los Emiratos Árabes Unidos, Malasia, Egipto, India, Rusia, Kirguistán, y Siria.

## Operaciones

### Intervención en conflictos locales palestinos
- 31 de mayo de 2015: El primer ataque oficial del grupo se llevó a cabo contra un comandante de Hamás, con un coche bomba en Gaza. El objetivo, Saber Siam, murió instantáneamente.[47][48]
- 28 de agosto de 2019: Atacantes suicidas que se cree que están alineados con el grupo Estado Islámico atacaron dos puestos de control policial en Gaza y mataron a tres oficiales palestinos.[49]

### Intervención en el conflicto palestino-israelí
- 3 de junio de 2015: Se lanzaron dos ataques separados con cohetes contra Israel desde Gaza, los cuales fracasaron. Uno aterrizó en el Negev, mientras que el otro aterrizó cerca de Ashkelon.[50][51]
- 11 de junio de 2015; Desde Gaza se llevó a cabo un intento de ataque con cohetes contra Ashkelon. El cohete no alcanzó su objetivo y explotó en Gaza..[52][51]
- 16 de julio de 2015: fracasó un ataque con cohetes desde Gaza dirigido a Ashkelon, y el cohete explotó sobre un territorio abierto en el Negev occidental.[51]
- 26 de agosto de 2015: otro ataque con cohetes similar fracasó, y el cohete aterrizó entre una pequeña comunidad israelí y la valla de seguridad fronteriza.[51][53]
- 18 de septiembre de 2015: se lanzaron dos cohetes en un ataque contra ciudades del sur de Israel. El primer cohete cayó en Sderot, destruyendo un autobús y dañando una residencia, aunque no se registraron víctimas. El sistema Cúpula de Hierro interceptó el segundo cohete, disparado unas horas más tarde, que apuntaba a Ashkelon.[54]
- 29 de septiembre de 2015: dos ataques separados con cohetes dirigidos a Ashdod fracasaron. Ambos cohetes fueron interceptados por el sistema Cúpula de Hierro.[55][51]
- 26 de octubre de 2015: fracasa un ataque con cohetes desde Gaza, y el cohete aterrizó en territorio abierto en el Negev occidental.[56][51]